# Manakompy
Manakompy is een plaats en commune in het zuiden van Madagaskar, behorend tot het district Bekily, dat gelegen is in de regio Androy. Tijdens een volkstelling in 2001 telde de plaats 5.021 inwoners.
De plaats biedt enkel lager onderwijs aan. 99,9% van de bevolking werkt als landbouwer. De meest belangrijke landbouwproducten zijn rijst en pinda's; overige belangrijke producten zijn mais, maniok en zoete aardappelen. Verder is 0,1% van de bevolking werkzaam in de dienstensector.